# Пубертет
Пубертет је појам који се односи на период живота између детињства и младости. Период раста и развоја, у току кога људска јединка завршава процес полног сазревања и стиче телесну способност обнављања врсте, означава се као пубертет. Иако су осцилације могуће, сматра се да почиње око једанаесте, а завршава се око петнаесте године (по некима од 13  до 20). Најважније промене које се дешавају у пубертету односе се на постепен, али често буран развој секундарних полних карактеристика, емоционалне нестабилности и тешкоћа у интерперсоналним односима. Поред физиолошких, за пубертет су карактеристичне и емоционалне промене, промене ставова о начину живота и кризе идентитета. Пубертет претходи адолесценцији или је, према савременим схватањима, то прва фаза адолесценције. У неким социјалним заједницама практикују се посебни обреди иницијације као увод у преузимање нових животних улога. Због неуспешне адаптације на промене или тежих емоционалних проблема често се говори о пубертетској неурози.
У просеку, девојчице почињу са пубертетом са 10–11 година, а завршавају са 15–17 година; дечаци генерално почињу са пубертетом у узрасту од 11-12 година, а завршавају са 16-17 година. Главни оријентир пубертета за жене је менарха, почетак менструације, која се јавља у просеку између 12 и 13 година. Код мушкараца, прва ејакулација, спермарч, јавља се у просеку са 13 година. У 21. веку просечна старост у којој деца, посебно девојчице, достижу пубертет, нижа је у односу на 19. век, када је било 15 за девојчице и 16 за дечаке. То може бити последица бројних фактора, укључујући побољшану исхрану која резултира брзим растом тела, повећаном тежином и таложењем масти, или изложеношћу ендокриним поремећивачима попут ксеноестрогена, што понекад може бити последица конзумирања хране или других фактора околине. Пубертет који почиње раније него обично познат је као преурањени пубертет, а пубертет који почиње касније него обично познат је као закаснели пубертет.
Међу морфолошким променама у величини, облику, саставу и функционисању пубертетског тела приметан је развој секундарних полних карактеристика, „попуњавање” тела детета; од девојке до жене, од дечака до мушкарца. Пореклом из латинског puberatum (доба зрелости), реч пубертет описује физичке промене у сексуалном сазревању, а не психосоцијално и културно сазревање означено термином адолесцентски развој у западној култури, где је адолесценција период менталног преласка из детињства у одрасло доба, који преклапа већи део телесног периода пубертета.

## Разлике између мушког и женског пубертета
Две најзначајније разлике између пубертета код девојчица и пубертета код дечака су узраст у коме почиње, и главни полни стероиди, андрогени и естрогени.
Иако постоји широк распон нормалног узраста, девојчице обично почињу са пубертетом око 10-11 година и завршавају пубертет око 15-17; дечаци почињу око 11–12 година, а завршавају око 16–17. Девојчице постижу репродуктивну зрелост око четири године након првих физичких промена у пубертету. Насупрот томе, дечаци спорије убрзавају, али настављају да расту око шест година након првих видљивих пубертетских промена. Свако повећање висине након пубертета је неуобичајено.
За дечаке, андрогени тестостерон је главни полни хормон; док се производи тестостерон, све промене код дечака окарактерисане су као вирилизација. Значајан производ метаболизма тестостерона код мушкараца је естрадиол. Претворба тестостерона у естрадиол зависи од количине телесне масти и нивои естрадиола код дечака су обично много нижи него код девојчица. Мушки „скок раста” такође почиње касније, спорије се убрзава и траје дуже пре спајања епифиза. Иако су дечаци у просеку за 2 cm (0,8 in) нижи од девојчица пре почетка пубертета, одрасли мушкарци су у просеку око 13 cm (5,1 in) виши од жена. Већина ових полних разлика у висини одраслих приписује се каснијем налету раста и споријем напредовању до краја, директном резултату каснијег пораста и смањења нивоа естрадиола код одраслих мушкараца.
Хормон који доминира женским развојем је естроген зван естрадиол. Док естрадиол поспешује раст дојки и материце, он је такође главни хормон који покреће пубертетски раст, сазревање и затварање епифизе. Ниво естрадиола расте раније и достиже већи ниво код жена него код мушкараца.